# Delta (písmeno)

Delta — majuskulní i minuskulní varianta

Delta (majuskulní podoba Δ, minuskulní podoba δ, řecký název Δέλτα) je čtvrté písmeno řecké abecedy. V systému řeckých číslic má hodnotu 4. Předchází mu písmeno gama, následuje písmeno epsilon.

## Použití
Písmeno 'δ' se používá například jako symbol pro:
- Kroneckerovo delta v matematice
- Diracovo delta v matematice
- značku variace funkce či funkcionálu v matematice
- značku pro virtuální infinitezimální změnu (variaci) fyzikální veličiny (např. virtuální posunutí nebo variace termodynamického potenciálu) ve fyzice
- přechodovou funkci v teorii automatů (viz např. zásobníkový automat)
- deklinaci v astronomii
- jeden z parametrů exponenciálního rozdělení v matematické statistice
- čtvrtý uhlík za karboxylovou skupinou v chemii
- vazbu delta v chemii
- mutace B.1.617.2 koronaviru SARS-CoV-2, pocházející z Indie

Písmeno 'Δ' se používá například jako symbol pro:
- elementární částici Baryon delta
- Laplaceův operátor v matematice
- diferenci, odchylku nebo změnu ve fyzice
- neurčitost v kvantové fyzice
- v chemii nad šipkou v reakčním schématu označuje zahřívání; bývalo také používáno v systematických názvech zejména přírodních látek k označení polohy dvojné vazby
- v mechanice prvek matice poddajnosti, případně matice poddajnosti jako taková

## Reprezentace v počítači
V Unicode je podporováno jak
- majuskulní delta
  - U+0394 GREEK CAPITAL LETTER DELTA
- tak minuskulní delta
  - U+03B4 GREEK SMALL LETTER DELTA

V HTML je možné je zapsat pomocí &#916; respektive &#948, případně pomocí HTML entit &Delta; respektive &delta;.
V LaTeXu je možné minuskulní delta napsat pomocí příkazu \delta, majuskulní pomocí \Delta.